# Mia Nygren
| Mia Nygren                                | Mia Nygren                                |
| Kattints az alábbi külső linkek egyikére! | Kattints az alábbi külső linkek egyikére! |
| ----------------------------------------- | ----------------------------------------- |
| Nem található szabad kép.(?)              |                                           |
| külső link · jogvédett                    | Mia Nygren a L’Officiel címlapján (1980)  |
| külső link · jogvédett                    | Mia Nygren fotókönyv (1984)               |

Mia Nygren (Stockholm, 1960), ejtsd [nűgren], 1990 utáni férjezett nevén Mia Rickfors, svéd fotómodell és színésznő, ismert alakítása a címszereplő Emmanuelle megformálása Francis Leroi rendező Emmanuelle 4. c. 1984-es erotikus játékfilmjében.

## Élete
Tizenéves korától fotómodellként és manökenként dolgozott. 1980 augusztusában a párizsi divatipar folyóiratának, a L’Officiel-nek amerikai kiadásában jelentek meg a vele készült modellfotók, a címlapra is az ő fotója került, karrierje nemzetközivé vált.
1983-ban Francis Leroi filmrendező felkínálta neki a címszerepet az Emmanuelle erotikus filmsorozat következő részében, az Emmanuelle 4.-ben. Az 1977 előtt készült első három Emmanuelle-film címszereplője Sylvia Kristel volt, a 23 éves Nygrennek az ő helyét kellett átvennie. A filmben a 31 éves Sylvia Kristel is szerepelt, de már nem „Emmanuelle”-ként, hanem saját keresztnevén, „Sylvia”-ként. Mia Nygren, mint Emmanuelle, az ő ifjúkori énjét testesítette meg. A film plakátja Nygrent ugyanabban a hajlított bambusz-fotelben ábrázolja, amelyben elődje, Sylvia Kristel ült az első Emmanuelle-film plakátján.
Az erotikus filmszerep meglódította Nygren fotómodell-karrierjét, hirtelen nagyon keresetté vált. A VSD magazin 312. száma a francia olvasóknak mint „az új Emmanuelle”-t (la Nouvelle Emmanuelle) mutatta be. Új szex-szimbólummá vált, világszerte a társasági magazinok címlapjára került. Címlapképe és fotósorozata megjelent a Lui francia férfimagazin, a holland Aktueel, a német High Society, az olasz Albo Blitz és az amerikai Penthouse és Playboy-ban is. Az japán Hogara Iketani külön fotókönyvet adott ki vele.

Filmes karrierje azonban igen rövid volt. Emmanuelle alakja annyira hozzánőtt Sylvia Kristelhez, hogy Nygren – bár egész megjelenése, testalkata, arcvonásai, mozgása, gesztusai alkalmasnak mutatták erre – nem tudta őt „felülírni”. A következő, 1987-es Emmanuelle 5. film rendezője, Walerian Borowczyk új helyettesítőt keresett, akit az amerikai Monique Gabrielle-ben vélt megtalálni. (A forgatás során azonban csalódott üdvöskéjében, és elhagyta a produkciót). 1988-ban a 6. részben az osztrák Natalie Uherrel, majd 1993-as 7. részben ismét Sylvia Kristellel próbálkoztak.
1987-ben Mia Nygren még egy filmben forgatott: Herbert Vesely német rendező erotikus thrillerében, a Plaza Real-ban megkapta a főszereplő Annabel alakítását, Jon Finch und Sonja Martin mellett. A filmet 1988-ban bemutatták, de Nygren visszatérése visszhangtalan maradt. Az 1980-as évek végén visszavonult, sztárfotói is eltűntek a magazinok címoldalairól.
2012-ben egy svéd újságíró a Dalarna megyei Falun városában talált rá, ahol Mia Rickfors néven férjével és öt gyermekével együtt családanyaként élt, és egy butik vezetőjeként dolgozott. Az interjúban az akkor 53 esztendős Mia Rickfors-Nygren elmondta, hogy a zajos hírverés túlságosan terhére volt, de sikerült visszatalálnia a normális életbe.

## Filmszerepei
- 1984: Emmanuelle 4. (Emmanuelle IV); Emmanuelle[11]
- 1987: Plaza Real, (Plaza Real); Annabel[12]

## Modellfotói
- L’Officiel, USA: 1980. augusztus
- Aktueel, Hollandia, 1983. október
- Lui/Oui, Franciaország, 1983. december, Olaszország 1984. február, USA 1985. május
- VSD, Franciaország, 1983/312. szám, (la Nouvelle Emmanuelle)
- High Society, Németország, 1984. január, 1985.HS-1. szám,
- Penthouse, USA, 1984. január
- Hogara Iketani, Japán, 1984. Mia Nygren Photobook
- Albo Blitz, Olaszország, 1984/19, 1984/41. szám
- Playboy, USA, 1984. június, 1984. december,
- Playmen, Olaszország, 1984. november
- Panther, Olaszország, 1985. október
- Skorpio, Olaszország, 1987/38. szám.
- Moviestar, Németország, 1988. február[4]